# Jerome Kaino
Jerome Kaino (Faga'alu, Samoa Americana, 6 d'abril de 1983) és un jugador de rugbi neozelandès que juga en els Blues al Super Rugbi i pels All Blacks a nivell internacional. L'any 2004, va ser triat per la IRB com a millor Jugador internacional de l'any sub-21. L'any 2011, va jugar tots els partits de la Copa del Món de Rugbi de 2011 com a part dels All Blacks, sent part del primer equip neozelandès que guanyava la Copa Mundial des de 1987. Kaino fou el segon ciutadà nord-americà d'origen samoà que jugaria pels All Blacks després de Frank Solomon el 1931.

## Primers anys
Ja a l'edat de quatre anys, Kaino es va traslladar amb la seva família, des del seu poble natal a Papakura, Auckland. Després d'assentar-se a Papakura, va començar jugar rugbi a 13 junior pels Papakura Sigui Eagles abans de passar-se al rugby a XV a l'escola secundària en Papakura High School i al Saint Kentigern College on li van oferir una beca universitària lligada al rugbi.

## Carrera amb Auckland i els Blues
Kaino va fer el seu debut amb Auckland l'any 2004 i amb els Blues a la temporada 2006 al Super Rugby. Als Blues hi va jugar fins que l'any 2012 va anunciar que deixava l'hemisferi sud per fitxar pel club japonès Toyota Verblitz en un contracte de dos anys. Tot i això, el 4 d'octubre de 2013, Kaino va anunciar que havia tornat a signar amb la New Zealand Rugby Union i pels Blues en un contracte de dos anys. S'esperava que tornés a Nova Zelanda al febrer a temps per al començament de la temporada de Super Rugbi de 2014.

## Carrera internacional
Se'l coneix com un jugador versàtil. En el partit de la Bledisloe Cup el 31 de juliol de 2010, Kaino va jugar de segona línia pels All Blacks i l'any 2011 va tenir un paper important en la victòria de All Blacks en la Copa del Món. Fou triat en l'equip titular de cada partit i va jugar tots els minuts excepte els últims segons de la semifinal contra Austràlia. Va fer quatre assaigs en tot el torneig.
El 2015 és seleccionat per formar part de la selecció neozelandesa que participa en la Copa Mundial de Rugbi de 2015. Va formar part de l'equip que va guanyar la final davant Austràlia per 34-17, entrant en la història del rugbi en ser la primera selecció que guanya el títol de campió en dues edicions consecutives,

### Palmarès i distincions notables
- Rugby Championship: 2008, 2010, 2013 i 2014
- Copa Mundial de Rugbi de 2011 i 2015
- Seleccionat per jugar amb els Barbarians